# Crocifissione (Tintoretto)
La Crocifissione è un dipinto del pittore veneziano Tintoretto realizzato circa nel 1565 e conservato nella Scuola Grande di San Rocco a Venezia.

## Storia e descrizione
È conservato nella Scuola Grande di San Rocco a Venezia. La tela misura 5 × 12 m e nonostante queste grandi dimensioni Tintoretto impiegò soltanto un anno per completarla. L'autore aveva dipinto una tela troppo lunga rispetto alla parete e di conseguenza la parte finale era stata ripiegata. Così è rimasta per secoli, fino a un restauro agli inizi del 1900 successivo a un incendio, quando si è scoperta questa parte piegata.
La costruzione prospettica si articola tramite il chiasmo: due linee diagonali convergono dal basso verso il centro e, al contrario, altre due linee diagonali risalgono dal centro verso lo spettatore.
La figura di Gesù Cristo che è posta centralmente è isolata, rifacendosi dunque alla solitudine della sua morte; è circondato da una folla di persone che vanno e vengono continuamente.
La Madonna, tra le Pie donne, sviene e si abbandona tra le braccia di quest'ultime.
Il cielo è plumbeo come la mezzanotte e il terreno è luminoso di luce divina, scenario raffigurato come nella narrazione evangelica.
Il filosofo francese Jean-Paul Sartre, che aveva ribattezzato Tintoretto "le sequestré de Venise", aveva scritto, a proposito della Crocifissione della Scuola Grande di San Rocco, la frase dalla quale non a caso prende avvio il film Portrait of an artist di Didier Baussy: "Questo squarcio giallo del cielo sopra il Golgota il Tintoretto non l'ha scelto per significare l'angoscia, né tanto meno per provocarla: esso è angoscia e, a un tempo, cielo giallo" .